# Bahrdorf
Bahrdorf ist eine Gemeinde im Landkreis Helmstedt in Niedersachsen und Mitgliedsgemeinde der Samtgemeinde Velpke.

## Geographie

### Geographische Lage
Bahrdorf liegt im Helmstedter Holzland, zwischen den Naturparks Elm-Lappwald und Drömling. Das Dorf wird von der Lapau durchflossen.

### Gemeindegebiet
Das Gemeindegebiet ist reich an sandigen Böden. Misch- und Kiefernwälder bestimmen das Forstbild. Überwiegend werden Getreide und Zuckerrüben und vermehrt wird auch Raps angebaut. Das Land ist von kleineren Hügeln bestimmt. Der höchste Hügel ist der Steinberg mit 115 m ü. NN.

### Gemeindegliederung
Die Ortsteile der Gemeinde sind:
- Kernort Bahrdorf mit Wohnplatz Blanken
- Mackendorf mit Wohnplatz Klinkerwerk
- Rickensdorf mit Wohnplatz Aussiedlerhof (Bullerbü)
- Saalsdorf mit Wohnplatz Altena

## Geschichte
Im Jahr 973 war die erste urkundliche Erwähnung der Gemeinde als „Bardorp“ anlässlich der Bestätigung einer Schenkung durch Kaiser Otto II. an den Bischof von Magdeburg.
Die Existenz von Burg Bahrdorf als Landesburg des Herzogtums Braunschweig-Lüneburg in Bahrdorf lässt sich erstmals für das Jahr 1328 erschließen. Im Jahr 1340 wird sie dann erstmals ausdrücklich genannt. Ausgehend von der Schenkung Bahrdorfs an das Bistum Magdeburg im Jahr 973 verlangte der Bischof 1347 den Abbruch der Burg. Nach längerem Rechtsstreit verblieb die Burg aber in den Händen der Herzöge von Lüneburg. Nach deren Aussterben kam die Burg 1369 an Herzog Magnus II. von Braunschweig-Wolfenbüttel. Im Lüneburger Erbfolgekrieg wurde die Burg 1371 ausgebaut. Zwischen 1347 und 1588 war die Burg an die Herren von Marenholtz verpfändet. Nach der dann erfolgten Einlösung des Pfandes diente die Burg noch als Witwen- und Amtssitz. In der zweiten Hälfte des 19. Jahrhunderts wurde sie zur Domäne umgewandelt. Von der alten Burg ist nur der Bergfried erhalten geblieben.
In der Franzosenzeit wurde das Amt Bahrdorf, das zum Elmbezirk des Fürstentums Braunschweig-Wolfenbüttel gehörte, mit dem Amt Neuhaus und den Adligen Gerichten Büstedt und Twülpstedt zum Kanton Bahrdorf vereinigt, der von 1807 bis 1813 bestand und zum Distrikt Helmstedt im Departement der Oker des Königreiches Westphalen gehörte. Er wurde durch das Königliche Decret vom 24. Dezember 1807 gebildet. Mit der 1814 erfolgten Neuordnung kam Bahrdorf zum Kreisgericht Vorsfelde, dem späteren Amt Vorsfelde. 1850 wurde eine Schützengesellschaft gegründet, auf die der heutige Schützenverein zurückgeht. 1863 erfolgte die Gründung des Männergesangvereins, 1875 die Gründung der Freiwilligen Feuerwehr, 1895 wurde Bahrdorf an das Eisenbahnnetz angeschlossen und 1898 ein Turnverein gegründet.
Am 12. April 1945 wurde Bahrdorf von US-amerikanischen Truppen eingenommen. 1949 erfolgte die Gründung einer Volksbücherei. Infolge der Flucht und Vertreibung Deutscher aus Mittel- und Osteuropa von 1945–1950 hatte sich die Einwohnerzahl Bahrdorfs von 753 (1939) auf 1362 (1950) vergrößert, davon waren 1950 485 Heimatvertriebene. Ab 1950 entstanden Neubaugebiete.
2013 wurde der Heimat- und Kulturverein der Gemeinde Bahrdorf gegründet.
Zur Entwicklung des Postwesens in Bahrdorf siehe: Postroute Braunschweig–Calvörde.

### Eingemeindungen
Am 1. Juli 1972 wurden die Gemeinden Mackendorf, Rickensdorf und Saalsdorf eingegliedert.

### Ortsname, Herkunft
Alte Bezeichnungen: 8./9. Jahrhundert „Bardorf“, 937 „Bardorp“, Mitte 11. Jahrhundert „Barthorpa“, 1209 „Bardorp“, 1189 „Barthorp“, 1328 „Bardorp“, 1344 „Bardorpe“.
Der Ortsname könnte auf Wald-Dorf zurückgehen. Er enthält möglicherweise baeru, baero für Wald, germanisch barwa für Nadelbaum, Wal. Eine andere Möglichkeit der Deutung des Ortsnamens ist das polnische Wort bara für Sumpf. Aufgrund der Lage des Ortes am Wald und in der Flussaue der Lapau, beziehungsweise einstiger Ausläufer des Drömlings, ist die Herkunft des Ortsnamens nicht eindeutig festzulegen.

### Einwohner
| Jahr      | 1790 | 1821 | 1849 | 1871 | 1905 | 1910 | 1925 | 1933 | 1939 | 1950 | 1956 | 2003 | 2019 |
| --------- | ---- | ---- | ---- | ---- | ---- | ---- | ---- | ---- | ---- | ---- | ---- | ---- | ---- |
| Einwohner | 498  | 592  | 651  | 763  | 903  | 856  | 844  | 808  | 753  | 1362 | 1235 | 2099 | 1825 |

## Politik

### Gemeinderat
Der Gemeinderat ist die kommunale Volksvertretung der Gemeinde Bahrdorf. Über die Vergabe der elf Sitze entscheiden die Bürger alle fünf Jahre bei den Kommunalwahlen.
Aus dem Ergebnis der Kommunalwahl 2021 ergab sich folgende Sitzverteilung:
| Aktuelle Sitzverteilung im RatInsgesamt 11 Sitze - SPD: 4 - CDU: 6 - AfD: 1 |

### Bürgermeister
Der ehrenamtliche Bürgermeister ist seit 2016 Hans-Hubertus Broistedt.

### Wappen
Gespalten in Blau und Gold, darin in verwechselten Farben eine vierblättrige Eiche mit drei Eicheln.

## Religionen
In der Ortschaft Bahrdorf befindet sich die evangelisch-lutherische St.-Stephanus-Kirche, sie gehört zur Propstei Vorsfelde. Weitere Kirchen befinden sich in den Ortsteilen Mackendorf, Rickensdorf und Saalsdorf.
Da sich nach dem Zweiten Weltkrieg Flüchtlinge und Heimatvertriebene aus katholischen Gebieten in Bahrdorf und den umliegenden Ortschaften niederließen, wurde 1946 die zur Velpker Kirche Unbefleckte Empfängnis Mariä gehörende katholische Pfarrvikarie Bahrdorf gegründet. Sie war neben Bahrdorf auch für die Ortschaften Mackendorf, Papenrode, Querenhorst, Rickensdorf und Saalsdorf zuständig. Zum Bau einer katholischen Kirche kam es in Bahrdorf nicht, die Gottesdienste fanden in der Wohnung des Pfarrers oder in der evangelischen Kirche statt. 1966 wurde die Pfarrvikarie Bahrdorf wieder aufgelöst und kam zur Kirchengemeinde Velpke zurück.

## Kultur und Sehenswürdigkeiten

### Bauwerke
Die evangelisch-lutherische St.-Stephanus-Kirche ist in mehreren Etappen entstanden. Der Kirchturm ist romanisch, der Chor ist aus dem 15. Jahrhundert.

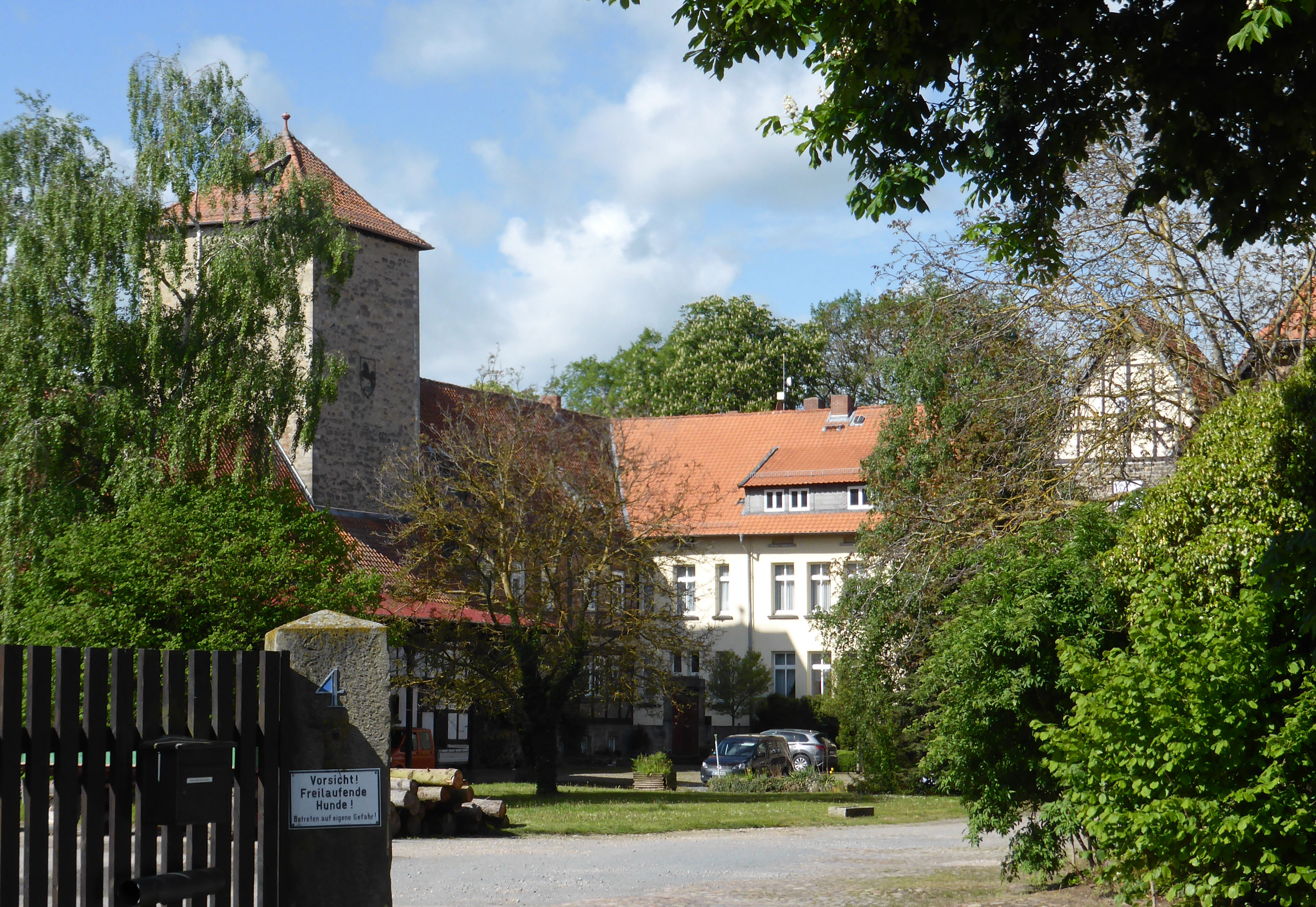
Die frühere Burg Bahrdorf mit mittelalterlichem Bergfried, umgewandelt zur Domäne

Die Domäne geht auf die Burg Bahrdorf als ehemalige Wasserburg zurück, von der in der zweiten Hälfte des 19. Jahrhunderts große Teile abgerissen wurden. Sie lag in einem großen Teich, der von der Lapau gespeist wurde. Der älteste noch erhaltene Teil der Domäne ist der Bergfried. Außerdem ist noch das ehemalige Pächterwohnhaus aus dem 16. Jahrhundert vorhanden, das 1881 im Stil der Neorenaissance umgebaut wurde. Zur Dömäne gehört auch das Vorwerk in Blanken.
Das Kriegerdenkmal für die Gefallenen und Vermissten der beiden Weltkriege befindet sich auf dem Friedhof.

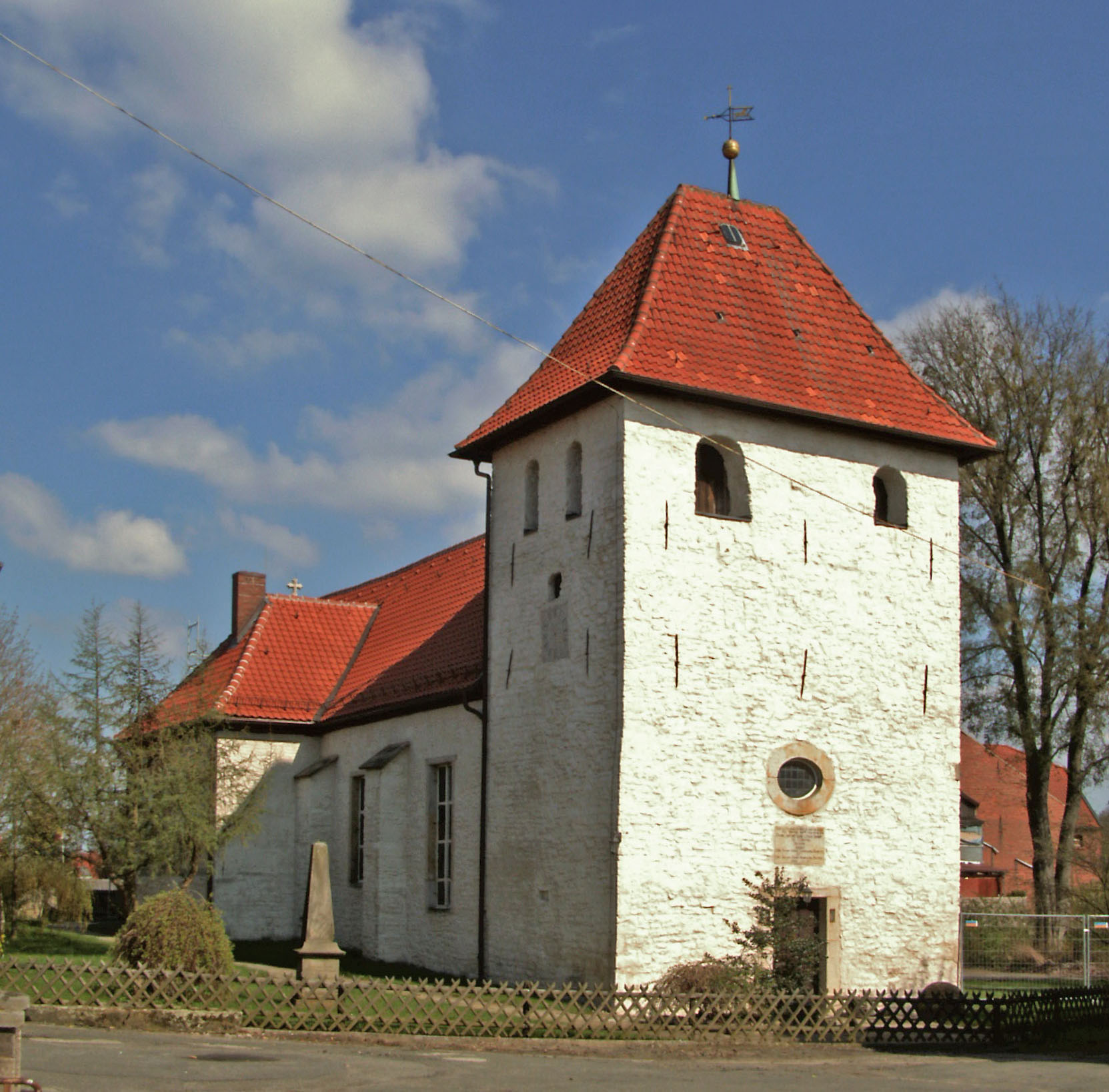
St.-Stephanus-Kirche
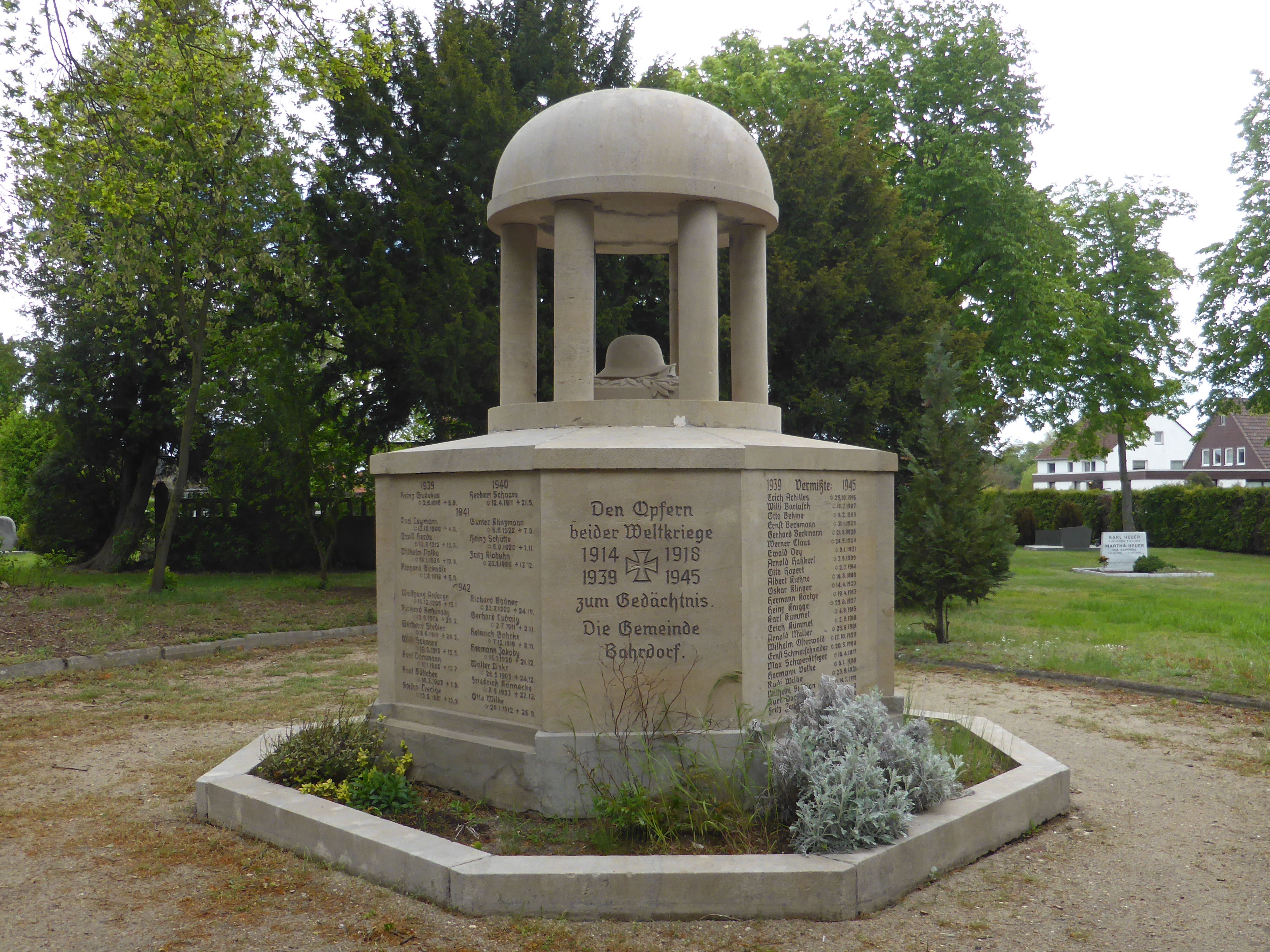
Kriegerdenkmal

### Sport
Bahrdorf verfügt über einen Sportplatz und eine Sporthalle, die Lapau-Halle an der Grundschule. Sportverein ist der TSV Bahrdorf von 1898 e. V.

## Wirtschaft und Infrastruktur

### Unternehmen
Ein Kiosk ist heute die einzige Einkaufsmöglichkeit für Waren des täglichen Bedarfs in Bahrdorf. Das Kaufhaus, die Gemischtwarenhandlung, die Bäckerei, die Fleischerei und sämtliche Gaststätten wurden im Laufe der Zeit geschlossen.
Die Poststelle I, die dem Postamt Helmstedt, später Wolfsburg, zugeordnet war, wurde geschlossen. Heute besteht nur ein DHL-Paketshop in Bahrdorf. Ebenfalls geschlossen wurden die Zweigstellen der Norddeutschen Landesbank und der Volksbank eG Velpke.
Die Bahrdorfer Kies GmbH betreibt bei Bahrdorf ein Kieswerk, in dem seit 2005 Kiese und Sande abgebaut werden. In Bahrdorf sind auch mehrere Handwerksbetriebe ansässig.
Die Molkerei bestand seit 1890, die genossenschaftlich geführte Einrichtung gehörte zur Molkerei-G. Bahrdorf eGmbH. Da die Lage der Molkerei nicht zu weit vom Grenzübergang Helmstedt/Marienborn entfernt war, lieferte sie ihre Produkte auch nach West-Berlin. 1965 löste sich die Molkereigenossenschaft Bahrdorf auf.

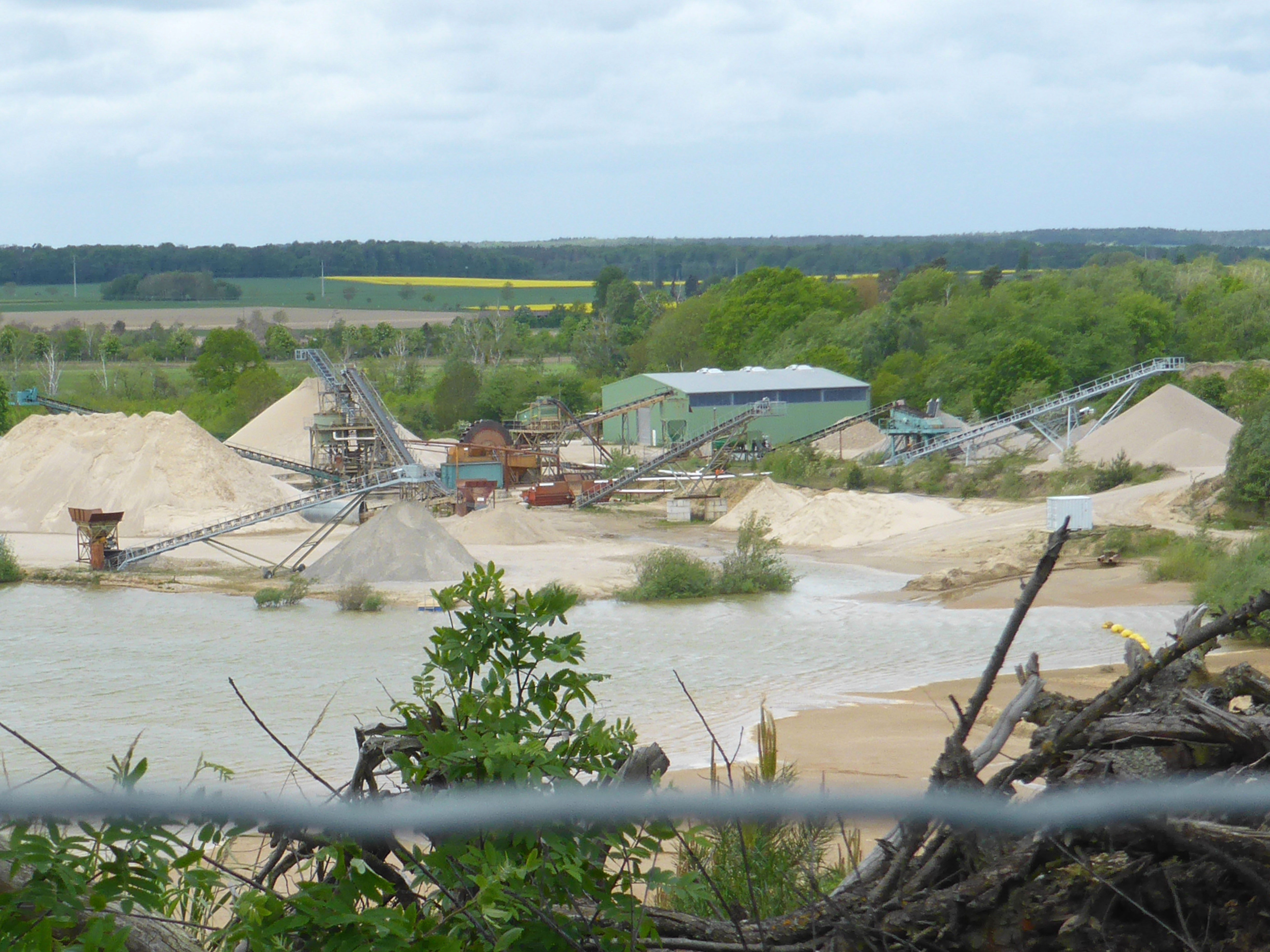
Kieswerk
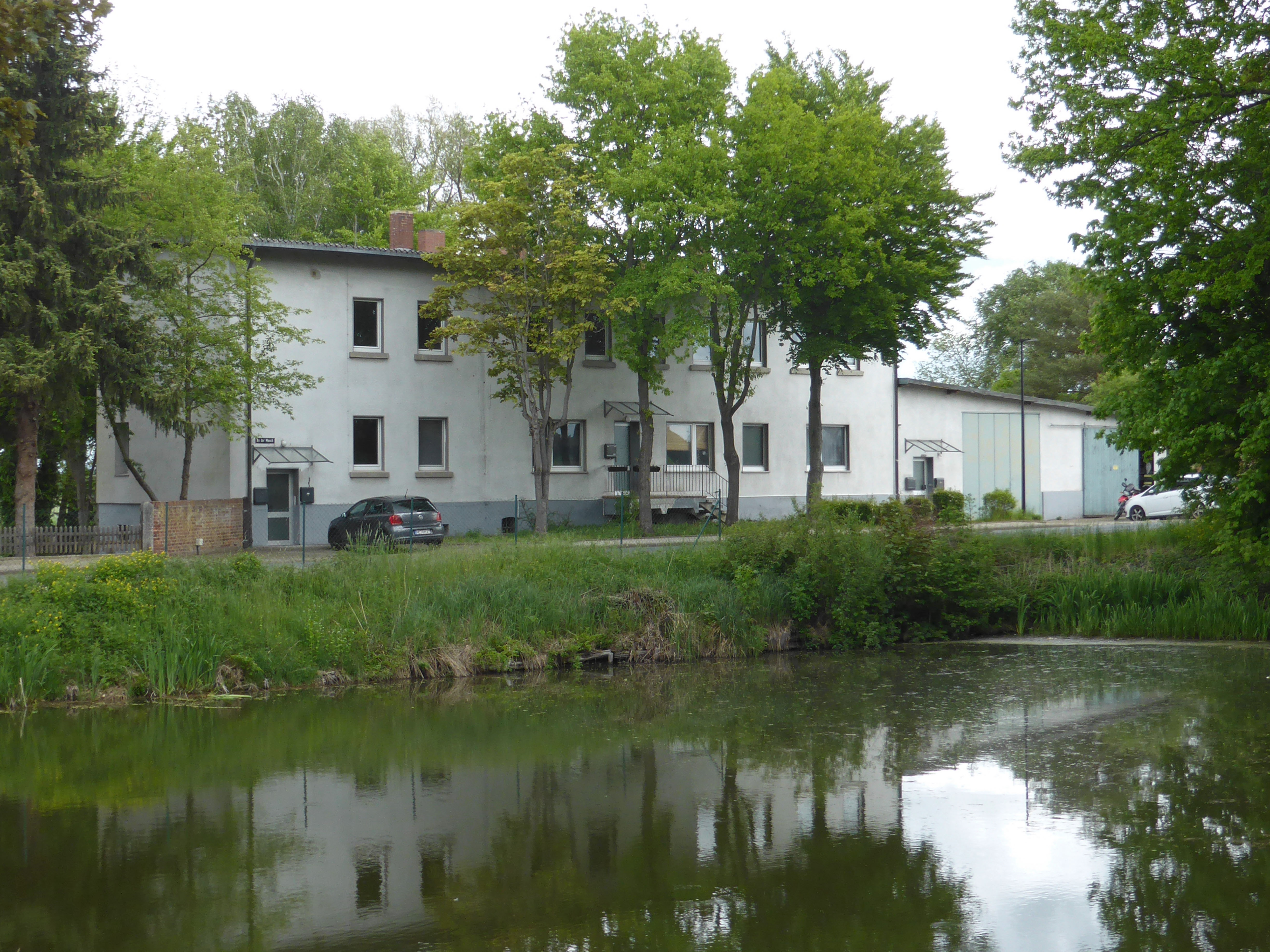
Ehemalige Molkerei

### Öffentliche Einrichtungen
Die Freiwillige Feuerwehr Bahrdorf wurde 1875 gegründet, sie verfügt über ein Feuerwehrhaus an der Schulstraße. Neben dem Feuerwehrhaus befindet sich der Sportplatz. Ein Spielplatz befindet sich am Windmühlenberg.
Der Friedhof verfügt über eine Kapelle. Auf dem Friedhof steht auch das Kriegerdenkmal für die Gefallenen und Vermissten der beiden Weltkriege sowie ein Gedenkstein für die Opfer der Vertreibung aus der Heimat.
Die Revierförsterei Bahrdorf besteht nicht mehr, sie befand sich in Blanken und gehörte zum Forstamt Mariental.

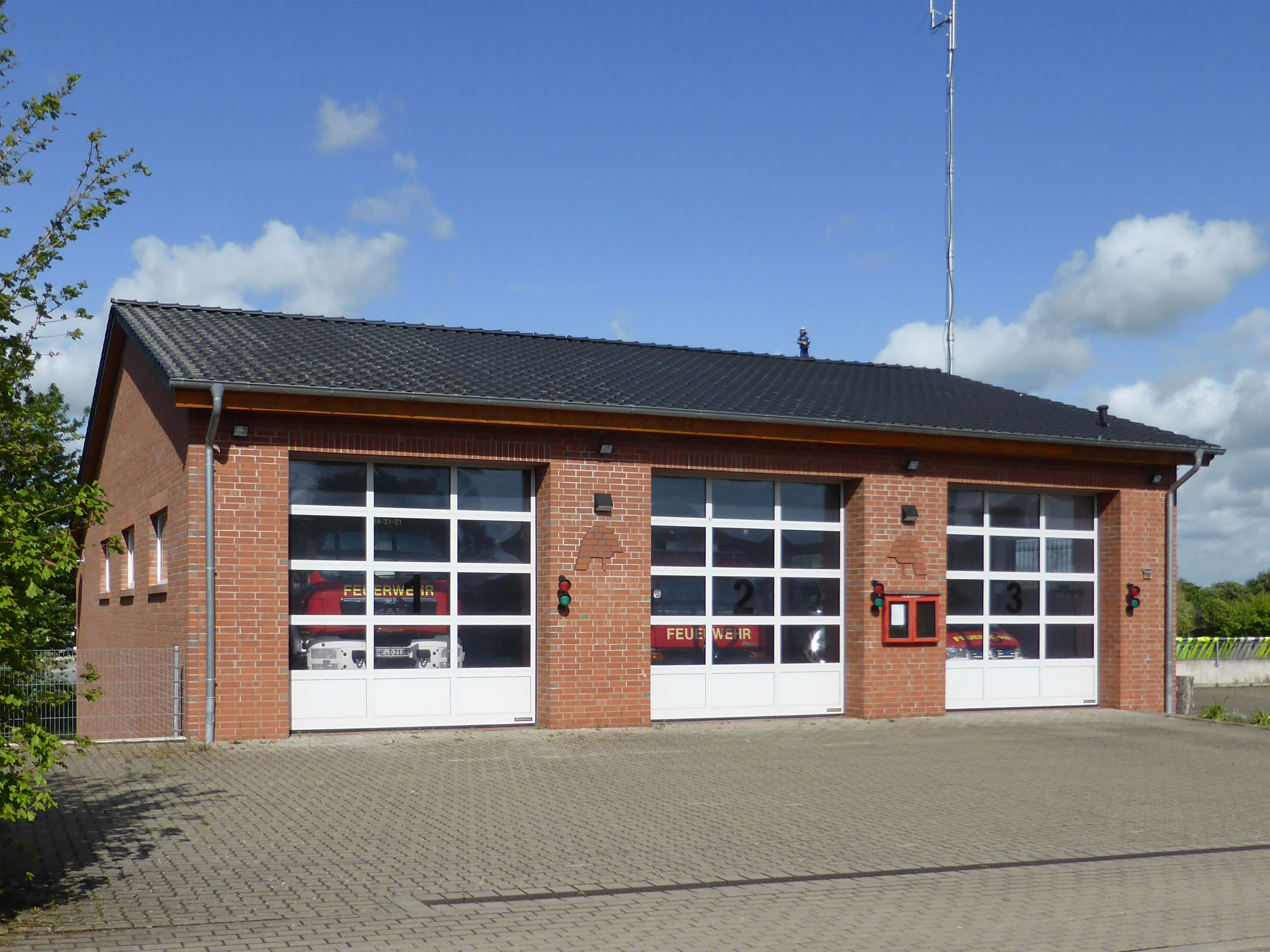
Feuerwehrhaus
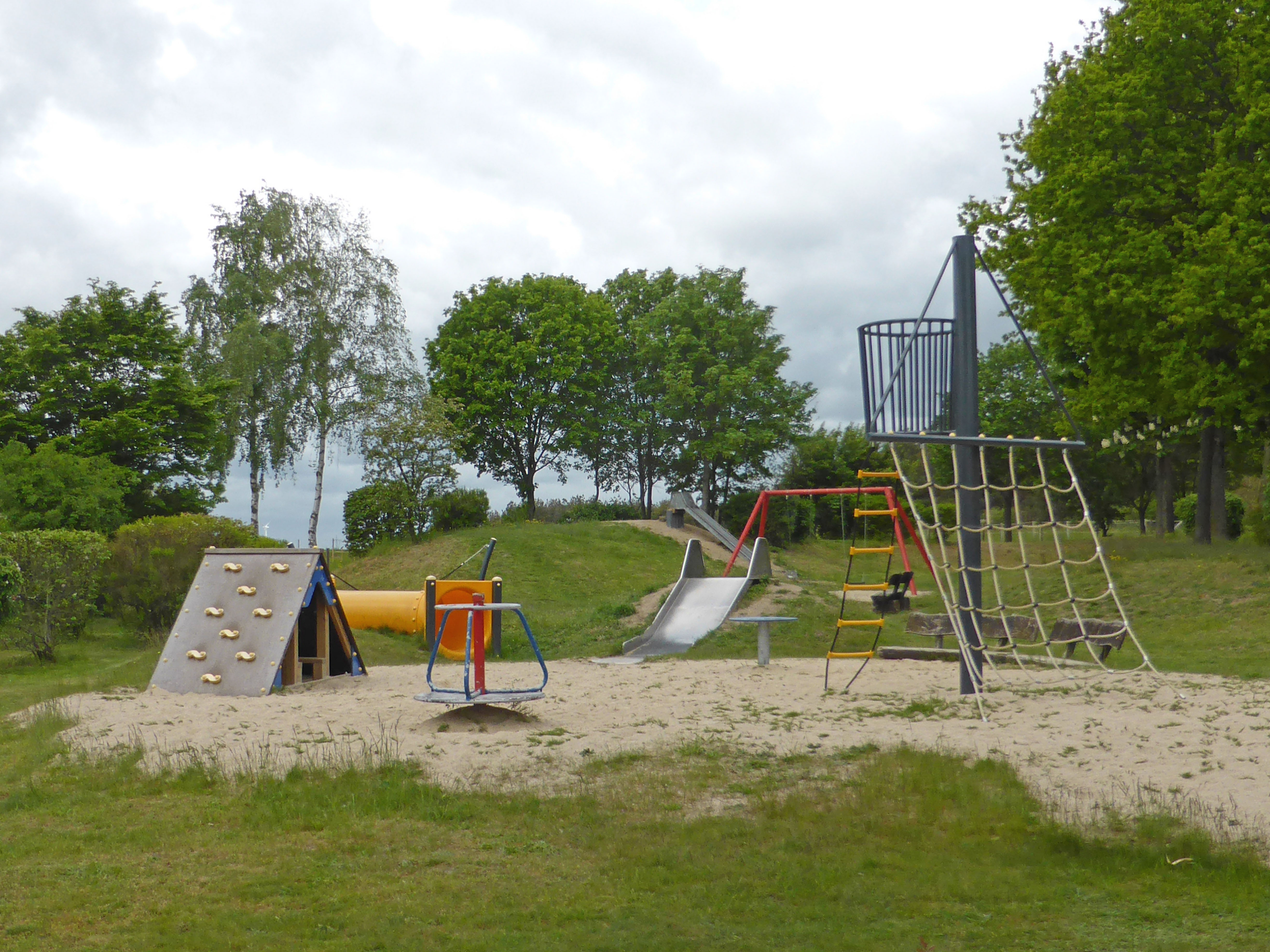
Spielplatz

### Bildung
Die Kindertagesstätte Krümelkiste befindet sich in einem 1949 errichteten Gebäude, mit dem die damalige Volksschule um zwei Klassenräume erweitert wurde. Zurzeit (2021) entsteht ein Neubau.
Die heutige Grundschule, die Marienkäferschule, wurde 1966/67 erbaut, nachdem ihre Vorgängerbauten zu klein geworden waren. Im Dezember 1967 erfolgte die Einweihung des Schulgebäudes, das inzwischen mehrmals erweitert wurde. Unter anderem 2001 um eine Turnhalle, die Lapau-Halle.

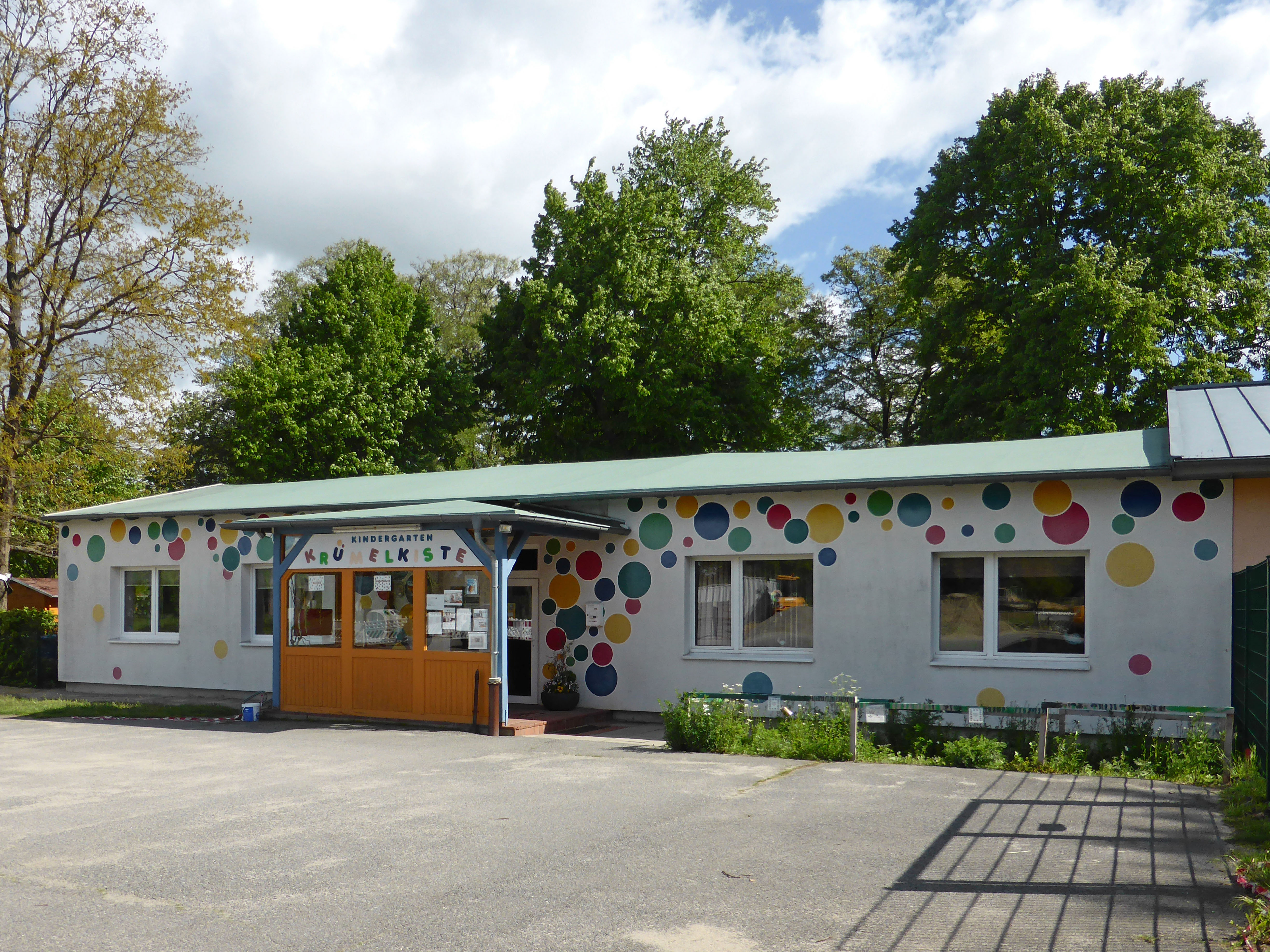
Kindertagesstätte
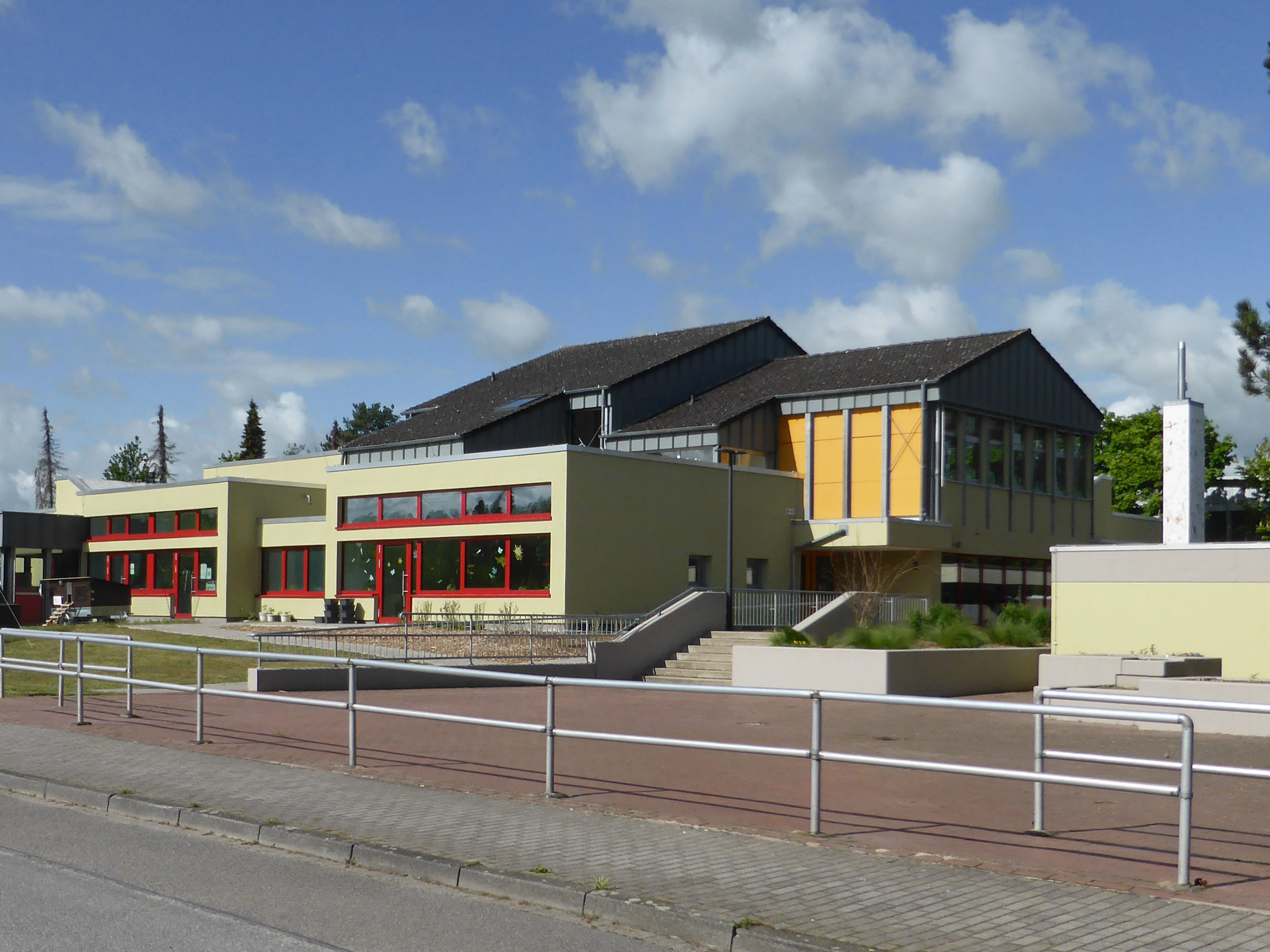
Grundschule

### Verkehr

#### Straßenverkehr
Bahrdorf liegt abseits der großen Straßenverbindungen. Land- und Kreisstraßen führen von Bahrdorf nach Altena, Blanken, Büstedt, Gehrendorf, Meinkot und Papenrode. Nördlich von Bahrdorf verläuft in rund 9 Kilometer Entfernung die Bundesstraße 188, im Westen von Bahrdorf in rund 6 Kilometer Entfernung die Bundesstraße 244. Die nächstliegenden Autobahnanschlussstellen sind Helmstedt-West und Rennau in rund 15 Kilometer Entfernung (A 2). Buslinien führen von Bahrdorf bis nach Helmstedt und Wolfsburg.

#### Eisenbahn

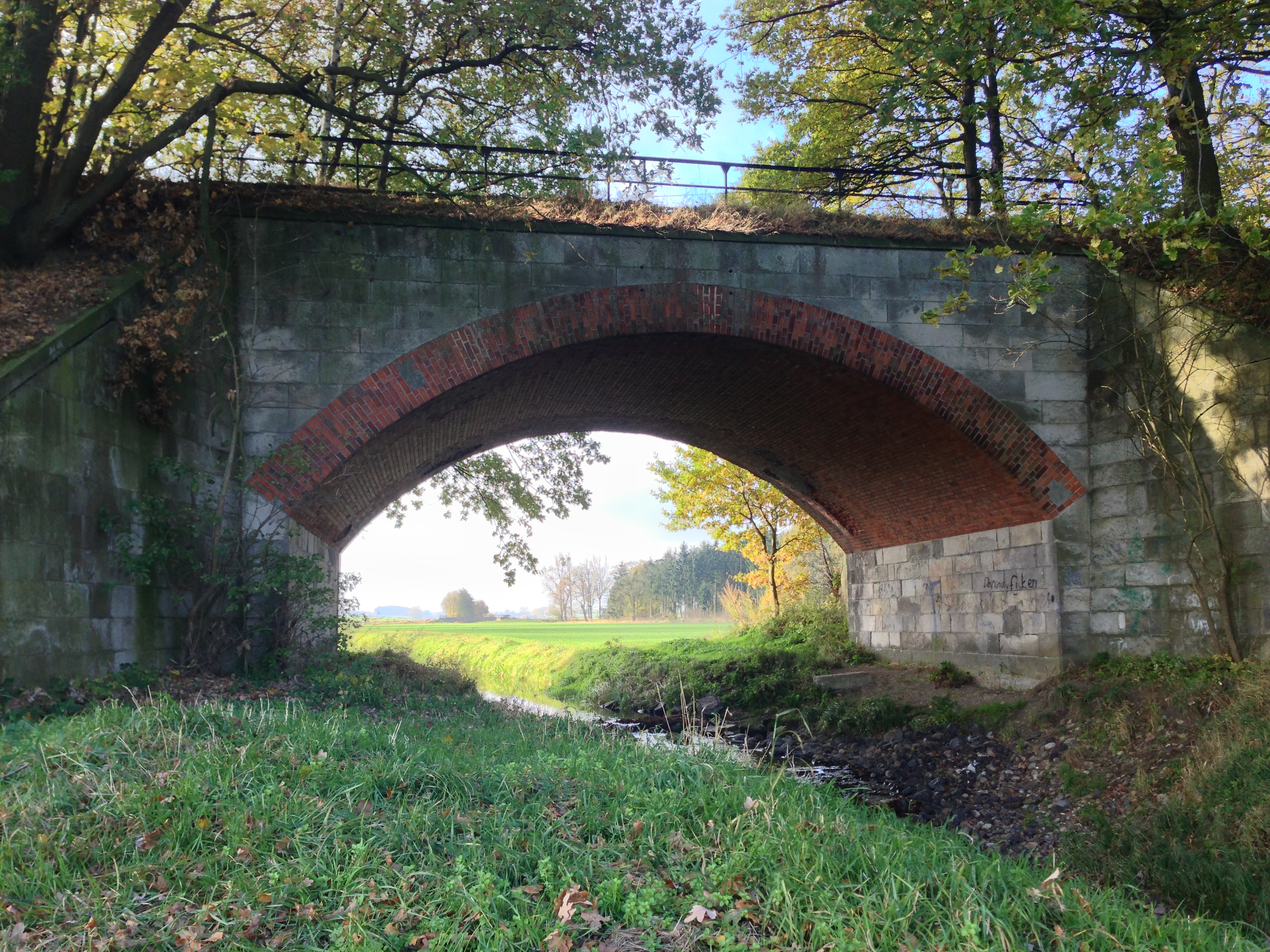
Eisenbahnbrücke über die Lapau zwischen Bahrdorf und Blanken

Bahrdorf lag an der Bahnstrecke Helmstedt–Oebisfelde, die am 1. September 1895 eröffnet wurde. Von 1945 an durchschnitt die innerdeutsche Grenze die Strecke, so dass der regelmäßige Zugverkehr eingestellt und der Bahnhof Bahrdorf nicht mehr bedient wurde. Allerdings spielte die Strecke in der Nachkriegszeit eine größere Rolle, weil auf ihr bis 1952 Leerfahrten von Lokomotiven der Reichsbahn der Sowjetischen Besatzungszone (DR) und Reichsbahn der Westzonen (später DB) zwischen Helmstedt und Oebisfelde stattfanden, wo jeweils der Lokwechsel von DB und DR erfolgte. Die Leerfahrten waren nötig, weil der Güterverkehr zwischen Berlin und den Westzonen bzw. der Bundesrepublik über Helmstedt und Oebisfelde überwiegend im Einrichtungsverkehr erfolgte, in Oebisfelde abgekuppelte Lokomotiven dadurch zur Rückfahrt einen Zug in Helmstedt übernahmen und umgekehrt. Der an Bahrdorf vorbeiführende Streckenabschnitt wurde danach stillgelegt und die Gleise Ende der 1960er Jahre abgebaut. Auch die nahe dem Bahnhof gelegene Gaststätte Zur Eisenbahn besteht schon lange nicht mehr. Heute ist der nächstliegende in Betrieb befindliche Bahnhof Oebisfelde in rund 7 Kilometer Entfernung.

## Persönlichkeiten
- Carl Friedrich Ferdinand Lambrecht (* 1758 in Bahrdorf; † 1828 in Kaltendorf), preußischer Beamter und Abgeordneter der Reichsstände des Königreichs Westphalen.